# Pegomya rutila
Pegomya rutila este o specie de muște din genul Pegomya, familia Anthomyiidae. A fost descrisă pentru prima dată de Stein în anul 1909. Conform Catalogue of Life specia Pegomya rutila nu are subspecii cunoscute.